# Narain G. Hingorani
Narain G. Hingorani (* 15. Juni 1931 in Sindh) ist ein indischer Elektroingenieur, der als Pionier moderner Leistungselektronik und elektrische Energietechnik gilt.
Hingorani, dessen Familie nach Indien zog als Sindh pakistanisch wurde, studierte Elektrotechnik an der Universität Barodo in Vadodara mit dem Bachelor-Abschluss 1953, wonach er zwei Jahre beim Bombay Electricity Board arbeitete, und setzte sein Studium an der University of Manchester fort, an der er 1957 seinen Master-Abschluss erhielt und 1964 promoviert wurde (Ph.D.). Er war sechs Jahre lang bei der amerikanischen Bonneville Power Administration und danach ab 1974 zwanzig Jahre lang bis 1995 am Electric Power Research Institute (EPRI) in Palo Alto, die letzten fünf Jahre davon als Vizepräsident für elektrische Systeme. Danach war er als beratender Ingenieur tätig.
In den 1960er Jahren lehrte er in England an der Loughborough University und der Salford University.
Er gilt als Urheber des flexiblen Wechselstrom-Übertragunssystems (flexible alternating current transmission system, FACTS) und des Konzepts der custom power. Die IEEE benannte zwei Preise auf den Gebieten FACTS und Custom Power nach ihm. Außerdem stammen von ihm wichtige Beiträge zur Hochspannungs-Gleichstrom-Übertragung.
1994 erhielt er einen D.Sc. der University of Manchester. 2006 erhielt er den Bower Award and Prize for Achievement in Science. Er ist Fellow des IEEE auf Lebenszeit, erhielt die Lamme-Medaille des IEEE und den Uno Lamm Award der IEEE Power Engineering Society. Hingorani ist Mitglied der National Academy of Engineering.
Er ist verheiratet und hat zwei Kinder.

## Schriften
- mit Laszlo Gyugyi: Understanding FACTS: Concepts and Technology of Flexible AC Transmission Systems, 2011